# La Bastide-d’Engras
La Bastide-d’Engras település Franciaországban, Gard megyében. Lakosainak száma 204 fő (2022. január 1.). La Bastide-d’Engras Cavillargues, Pougnadoresse, Saint-Laurent-la-Vernède, Saint-Quentin-la-Poterie és Vallabrix községekkel határos.

## Népesség
A település népességének változása:
| Lakosok száma | 201  | 178  | 177  | 211  | 207  | 202  | 196  | 200  | 202  | 204  |
|               | 1968 | 1982 | 1990 | 2006 | 2013 | 2015 | 2017 | 2019 | 2020 | 2022 |